# Premio Nacional de Artes Plásticas de Venezuela
El Premio Nacional de Artes Plásticas de Venezuela es un galardón anual entregado a diversos artistas plásticos de ese país, específicamente en el campo del dibujo, grabado y trazado pictórico. Es uno de los Premios Nacionales de Cultura.
Su galardón se entrega continuamente desde 1947. En 1952 se detuvo su entrega por espacio de 19 años, reanudándose en 1971. La concesión del premio se hizo de manera anual desde su primera edición hasta 2001, cuando tomó una frecuencia bienal. Una excepción a esta regla fue la del 2003, cuando se esperó tres años para conferir el siguiente premio, y luego retornar a su entrega bienal.

## Historia del Premio Nacional de Artes Plásticas
Los Premios Oficiales fueron creados simultáneamente con el Salón Oficial Anual de Arte Venezolano en 1940. Comprendían las especialidades de Pintura, Escultura, Artes Aplicadas y Premio Especial al Mérito para estudiantes de Artes Plásticas.
En 1947 el Ministerio de Educación Nacional crea una nueva distinción, también dentro del Salón, que se va a denominar Premio Nacional de Artes Plásticas y se entrega paralelamente a los Premios Oficiales.
En 1953 son eliminados los Premios Especiales de Mérito y el Premio Nacional de Artes Plásticas. Por eso los antiguos Premios Oficiales quedan instituidos hasta el final de los Salones, en 1969, de la siguiente manera, con las variantes señaladas; Premio Nacional de Pintura, Premio Nacional de Escultura, Premio Nacional de Artes Aplicadas, Premio Nacional de Dibujo y Grabado (desde 1959 hasta 1968), Premio Nacional de Dibujo (1968 y 1969), Premio Nacional de Grabado (1968 y 1969).
Con la conclusión del Salón Oficial, en 1970 no se otorgan Premios Nacionales. Por resolución de Instituto Nacional de Cultura y Bella Artes (Inciba) de fecha 15 de julio de 1971, se crea y reglamenta el Premio Nacional de Artes Plásticas. Es necesario aclarar que ya no se trata, como los Premios Oficiales y Nacionales, de un premio a una o más obras concursantes en un Salón, sino de una recompensa otorgada a un artista venezolano “en consideración a la importancia de su obra dentro de las Artes Plásticas, o a un artista extranjero, también en consideración a la importancia de su obra realizada en el país…”.
El reglamento del Premio, aun con modificaciones substanciales ulteriores, fue siempre ambiguo. Por una parte, establecía que “están excluidos para esta recompensa todos los artistas venezolanos o extranjeros galardonados con los Premios Oficiales y Nacionales, en cualquiera de las especialidades de Pintura, Escultura, Dibujo, Grabado y Artes Aplicadas. Sin embargo, podrán optar a este Premio en otro género artístico que no fuera aquél en el cual fueron galardonados anteriormente”. Basado en este último criterio, es de pensar que los jurados deciden dar una interpretación más amplia al Premio Nacional de Artes Plásticas, y otorgarlo en función de los aportes de un artista a través de su trayectoria creadora, concepto diferente al de “concurso” para obras específicas, que había sido aplicado en los Salones Oficiales. Dentro de esta interpretación, y basado en el “aparte único”, los Premios Nacionales de Artes Plásticas desde 1984 son atribuidos a artistas que habían figurado en los palmarés del Salón, como Jesús Soto y Héctor Poleo. Una nueva visión se abre en adelante para el otorgamiento del Premio, más amplio por una parte, más justa por la otra, ya que considera la evolución del artista en el tiempo y la importancia histórica de sus contribuciones.
La historia de los “Premios Nacionales” se desarrolla, en consecuencia, en dos períodos y dentro de dos características diferentes. De 1961 a 1969 es la etapa de Premios dentro del Salón Oficial y abarca los Premios de Pintura y Escultura. De 1971 a 1986 correspondiente a la etapa de los Premios Nacionales de Artes Plásticas creados en 1971 bajo la responsabilidad del instituto Nacional de Cultura y Bellas Artes, primero, y el Consejo Nacional de Cultura, inmediatamente después, actualmente Ministerio del Poder Popular para la Cultura.

## Lista de galardonados
| Año       | Artista                              | Imagen |
| --------- | ------------------------------------ | ------ |
| 1947      | Mateo Manaure (1926-2018)            |        |
| 1948      | Carlos González Bogen (1920-1992)    |        |
| 1949      | Juan Vicente Fabbiani (1910-1989)    |        |
| 1950      | Ramón Vásquez Brito (1927-2012)      |        |
| 1951      | Alirio Oramas (1924-2016)            |        |
| 1952      | Oswaldo Vigas (1923-2014)            |        |
| 1953-1970 | No se entregó                        |        |
| 1971      | Carlos Cruz-Diez (1923-2019)         |        |
| 1972      | Omar Carreño (1927-2013)             |        |
| 1973      | Manuel Quintana Castillo (1928-2016) |        |
| 1974      | Carlos Otero (1886-1977)             |        |
| 1975      | Mario Abreu (1919-1993)              |        |
| 1976      | Braulio Salazar (1917-2008)          |        |
| 1977      | Alirio Palacios (1938-2015)          |        |
| 1978      | Mercedes Pardo (1921-2005)           |        |
| 1979      | Gego (1912-1994)                     |        |
| 1980      | Pedro León Zapata (1929-2015)        |        |
| 1981      | Luisa Richter (1928-2015)            |        |
| 1982      | Luis Domínguez Salazar (1931-2008)   |        |
| 1983      | Marisol Escobar (1930-2016)          |        |
| 1984      | Jesús Soto (1923-2005)               |        |
| 1985      | Héctor Poleo (1918-1989)             |        |
| 1986      | Manuel Espinoza (1937)               |        |
| 1987      | Sofía Imber (1924-2017)              |        |
| 1988      | Juan Félix Sánchez (1900-1997)       |        |
| 1989      | Gerd Leufert (1914-1998)             |        |
| 1990      | Miguel Von Dangel (1946)             |        |
| 1991      | Nelson Garrido (1952)                |        |
| 1992      | Miguel Arroyo (1920-2004)            |        |
| 1993      | Nedo Mion Ferrario (1926-2001)       |        |
| 1994      | Gabriel Bracho (1915-1995)           |        |
| 1995      | Claudio Perna (1938-1997)            |        |
| 1996      | Juan Calzadilla (1931)               |        |
| 1997      | Diego Barboza (1945-2003)            |        |
| 1998      | Édgar Sánchez (1940)                 |        |
| 1999      | Víctor Hugo Irazábal (1945)          |        |
| 2000–2001 | María Antonieta Sosa (1940)          |        |
| 2002–2003 | Santiago Pol (1946)                  |        |
| 2004–2005 | Ender Cepeda (1945)                  |        |
| 2006–2007 | Lía Bermúdez (1930-2021)             |        |
| 2008–2009 | Juvenal Ravelo (1934)                |        |
| 2010–2011 | Azalea Celenia Quiñones (1951)       |        |
| 2012–2014 | José Antonio Dávila (1935)           |        |
| 2015–2016 | Saúl Huerta (1948)                   |        |
| 2016–2018 | Carlos Alberto Manrique              |        |
| 2019–2020 | Gerardo Falcón                       |        |
| 2021–2022 | Belén Parada                         |        |

### Videos
- Youtube: José Antonio Dávila - Premio Nacional de Cultura 2010 2012
- Youtube:Juan Calzadilla (Premio Nacional de Cultura, mención Artes Plásticas, 1

- Datos: Q6084642
- Multimedia: Winners of National Arts of Venezuela / Q6084642